# Plymouth
Plymouth este un oraș și o Autoritate Unitară în regiunea South West England. Orașul este situat într-unul dintre cele mai mari porturi naturale din lume. A fost puternic bombardat în timpul celui de al doilea război mondial, iar actualmente aici se află cea mai mare bază navală din vestul Europei. 

## Personalități marcante
- William Bligh (1754–1817), navigator britanic;
- Cora Pearl (1835–1886), a fost o demimondenă franceză care a cunoscut o mare celebritate în timpul perioadei celui de-Al Doilea Imperiu Francez;
- Robert Falcon Scott (1868–1912), ofițer, explorator al Antarcticii;
- Victor Canning (1911–1986), scriitor de thriller;
- Russell Kirk (1918 - 1994), filozof, istoric;
- Richard Greene (1918 – 1985), actor;
- Robin Milner (1934–2010), informatician;
- Rosie Huntington-Whiteley (n. 1987), fotomodel și actriță;
- Tom Daley (n. 1994), săritor în apă.